# Hyperafroneta obscura
Hyperafroneta obscura Blest, 1979 è un ragno appartenente alla famiglia Linyphiidae.
È l'unica specie nota del genere Hyperafroneta.

## Distribuzione
L'unica specie oggi attribuita a questo genere è stata reperita in Nuova Zelanda.

## Tassonomia
Dal 1979 non sono stati esaminati esemplari, né sono state descritte sottospecie al 2012.